# Super Mario 3D Land
| Mottagande                | Mottagande    |
| Samlingsbetyg             | Samlingsbetyg |
| Tjänst                    | Betyg         |
| ------------------------- | ------------- |
| Gamerankings              | 90,19%        |
| Metacritic                | 90/100        |
| Recensionsbetyg           |               |
| Publikation               | Betyg         |
| Electronic Gaming Monthly | 8,5/10        |
| Eurogamer                 | 9/10          |
| Famitsu                   | 38/40         |
| Game Informer             | 9,50/10       |
| Gamespot                  | 8,0/10        |
| IGN                       | 9.5/10        |
| Nintendo Power            | 9,0/10        |

Super Mario 3D Land (スーパーマリオ3Dランド Sūpā Mario Surī Dī Rando?) är ett plattformsspel till Nintendo 3DS. Det är det andra Super Mario-spelet i 3D till en portabel spelkonsol, efter Super Mario 64 DS. Spelet utvecklades av Nintendo EAD Tokyo, som även ligger bakom Super Mario Galaxy och Super Mario Galaxy 2, och Brownie Brown.

## Gameplay
Spelets gameplay liknar de tidigare Mario-spelen i 3D. Det kommer dock att innehålla detaljer som tidigare endast funnits i 2D-spelen, som till exempel Small Mario. Platserna i spelet liknar de i Super Mario Galaxy och Super Mario Galaxy 2, med en del inslag liknande de i New Super Mario Bros. Wii.

## Utveckling
Spelet omnämndes första gången i en del av "Iwata Asks", där Shigeru Miyamoto blev intervjuad. Han talade där om ett nytt Super Mario Bros. till Nintendo 3DS, med ett namn som ännu inte var bekräftat. Den 2 mars 2011 blev spelet bekräftat officiellt, under Game Developers Conference. Så mycket fakta om handlingen i spelet kom aldrig fram och Satoru Iwata talade om att mer information kommer att komma till E3 2011. Iwata sade så här om spelet; "Det blir ett spel som kommer med den typ av överraskningar och roligheter som endast 3DS kan erbjuda". Han noterade även att O:et i "Mario" har en svans. GamesRadar jämförde O:ets svans med den svans som 3:an hade i Super Mario Bros. 3:s logotyp, och drog slutsatsen att Racoon Mario och Tanooki Mario, två powerups från Super Mario Bros. 3, kommer tillbaka.

## Kritik
Djurrättsorganisationen PETA startade en "Mario Kills Tanooki"-kampanj ("Mario dödar tanooki") tillsammans med ett Flash-spel, där de påstod att Mario genom sitt användande av power-upen Tanooki Suit uppmuntrar användande av pälskläder. Senare förklarade de att kampanjen enbart var ett försök att få allmänheten att uppmärksamma handel med tanuki-päls, och inte en antydan om att Mario bar äkta tanuki-päls.